# دلند
دَلَنْد شهری است در بخش مرکزی شهرستان رامیان در استان گلستان در شمال ایران است.

## نام واژه
واژه دلند یک کلمه [طبری] به معنی منطقه‌ای که پوشیده از جنگل‌های انبوه است، می‌باشد. از جمله مناطق دیدنی این شهر پارک جنگلی دلند است که همه ساله مورد استفاده مسافران قرار می‌گیرد.
همچنین به عنوان متضاد عنوان دِلَند در گویش محلی منطقه که همان لهجه فندرسکی از گویش‌های اصیل ایرانی و فارسی است عنوان گِلَند می‌باشد به معنی جایی که درختان کمتری وجود دارند و عموماً به میانه کوهپایه و دشت گفته می‌شود اما عنوان دلند در حقیقت مفهومی در لهجه فندرسکی برای سکونتگاه کوهپایه ای یا درون کوه است که مملو از درختان جنگلی بوده و شاید به تعبیر دیگر همان تراکم درختان جنگلی در یک منطقه را در لهجه مذکور با عنوان دلند یاد می‌کنند.